# Parafia św. Jakuba Starszego w Osetniku
Parafia świętego Jakuba Starszego w Osetniku – parafia rzymskokatolicka znajdująca się w archidiecezji warmińskiej, w dekanacie Orneta.